# A Woman's Worth
Singles de Alicia Keys
Fallin'
(2001) How Come You Don't Call Me
(2002)
A Woman's Worth est le second single extrait du 1er album studio (Songs in A Minor) de l’artiste américaine Alicia Keys. Produit par cette dernière, le titre est le fruit de sa collaboration avec son amie Erika Rose. Le single a connu à peu près les mêmes succès que Fallin', particulièrement aux États-Unis (R&B/Hip-Hop Songs, Hot 100…) et en Nouvelle-Zélande.
Le clip-vidéo qui est une suite du clip Fallin' a été proposé deux fois comme meilleur clip-vidéo de R&B et a été également proposé comme meilleure photographie au MTV Video Music Awards 2002, alors que la chanson a remporté le prix pour chanson exceptionnelle de l'année en 2002 au NAACP Image Award.

## Musique & Structure
Dans Woman's worth, Alicia Keys aborde un thème sur la valeur de la femme comme le titre lui-même l'indique. Elle invite le partenaire de toute femme à la traiter à sa juste valeur, avec égards et considération, et à ne pas oublier que, quelles que soient les circonstances, c’est elle qui doit compter avant toute chose. De même, une vraie femme sait donner la première place à son partenaire :

« ...You will loose if you refuse to put her first, She will and she can find a man who knows her worth, Cause a real man knows a real woman when he sees her, and a real woman knows a real man ain’t afraid to please her, and a real woman knows a real man always comes first, and a real man just can't deny a woman's worth... »

— Extrait du 4er et 5er refrain de Woman's Worth
Par ailleurs, la chanson qui est accompagnée par un léger rythme de piano, soul et de ballade, intègre des éléments du R'n'B et du neo soul.

## Clip-Vidéo
Le clip de A Woman's Worth, filmé en juillet 2001. comme celui de Fallin’ qui s’ouvrait sur une radio jouant Girlfriend, s'ouvre avec des images nous montrant la chanteuse qui se promène dans une rue et écoutant Fallin’. 
Le scénario correspond à la suite de celui du clip Fallin’, dans lequel on voyait Alicia rendre visite à son petit ami en prison. Cette fois, le jeune homme est sorti de prison et on assiste à ses difficultés à trouver du travail, ce qui l’éloigne de sa petite amie.
Dans une histoire parallèle, nous voyons un jeune garçon aborder Alicia dans la rue au tout début du clip : « Tu vas me consacrer un peu de temps ou quoi ? » lui demande-t-il. Keys amusée, lui répond : « De quoi tu parles petit ? Qu’est-ce que tu connais de la valeur d’une femme ? » C’est, quelques plans, plus tard que nous découvrons que l'enfant en savait plus que ce que l’on pouvait penser : il assiste à une dispute entre ses parents, son père quitte la maison avec fracas, laissant sa mère en larmes.
Les deux protagonistes (Alicia et le jeune garçon) se retrouvent à la fin du clip, témoins chacun à leur manière des difficultés de la condition féminine.

## Personnel
| - Alicia Keys – vocal, chœurs - Arty White – guitar - Paul L. Green – chœurs | - Alicia Keys – productrice, arrangement, programmation sur rythme tambour - Manny Marroquin – remix audio |

## Classement dans les charts
| Chart (2001)                               | Peak position |
| ------------------------------------------ | ------------- |
| États-Unis Billboard Hot R&B/Hip-Hop Songs | 3             |
| Chart (2002)                               | Peak position |
| Australie                                  | 16            |
| Autriche                                   | 71            |
| Belgique (Flandres)                        | 31            |
| Belgique (Wallonia)                        | 37            |
| Pays-Bas                                   | 11            |
| Allemagne                                  | 45            |

| Chart (2002)                              | Peak position |
| ----------------------------------------- | ------------- |
| Hongrie                                   | 9             |
| Irlande                                   | 25            |
| Italie                                    | 29            |
| Nouvelle-ZélandeNew Zealand Singles Chart | 5             |
| Norvège                                   | 14            |
| Suède (Swedish Singles Chart)             | 31            |
| Suisse                                    | 32            |
| Royaume-Uni                               | 18            |
| États-Unis Billboard Hot 100              | 7             |

| Chart (2002)                               | Position |
| ------------------------------------------ | -------- |
| Nouvelle-Zélande                           | 29       |
| États-Unis Billboard Hot 100               | 51       |
| États-Unis Billboard Hot R&B/Hip-Hop Songs | 27       |

| Pays      | Certifier | Certification | Ventes |
| --------- | --------- | ------------- | ------ |
| Australie | ARIA      | Or            | 35,000 |